# Ophioneurus lateralis
Ophioneurus lateralis är en stekelart som beskrevs av Lin 1994. Ophioneurus lateralis ingår i släktet Ophioneurus och familjen hårstrimsteklar. Inga underarter finns listade i Catalogue of Life.